# Battaglia di Isly
La battaglia di Isly venne combattuta il 14 agosto 1844 tra la Francia ed il Marocco presso il fiume fiume Isly. Le forze francesi, comandate dal maresciallo Thomas Robert Bugeaud riuscirono a raggirare le forze marocchine, preponderanti in numero ma disorganizzate, al comando di Muhammad, figlio del sultano Mulay 'Abd al-Rahman. Bugeaud, tentando di completare la conquista francese dell'Algeria, iniziò una battaglia senza dichiarazione di guerra per costringere il Marocco a negoziare nel suo sostegno al leader della resistenza algerina Abd el Kader.
Bugeaud, che recuperò sul campo la tenda e l'ombrello del comandante marocchino (l'equivalente del catturare una bandiera nel teatro di guerra europeo), venne creato duca d'Isly per la sua strabiliante vittoria.
Il giorno successivo alla battaglia, ebbe inizio il bombardamento di Mogador.